# میلبورن (اکلاهما)
میلبورن(به انگلیسی: Milburn) شهری در ایالت اکلاهما کشور ایالات متحده آمریکا است که جمعیت آن در سرشماری سال ۲۰۱۰ میلادی، ۳۱۷ نفر بوده‌است.